# Daniel Woodrell

Daniel Woodrell (Springfield (Missouri), 4 de març de 1953) és un escriptor nord-americà de novel·les i relats. La majoria dels seus escrits estan ubicats a la regió de la Altiplà d'Ozark. És molt conegut per haver encunyat el terme country noir per descriure la seva novel·la de 1996 Give Us a Kiss.

## Biografia
Woodrell va créixer a Springfield, en ple terreny de les Ozarks, i va abandonar l'institut per allistar-se al Cos de Marines dels Estats Units. Més tard va cursar estudis universitaris, obtenint un títol en Escriptura creativa per la Universitat d'Iowa. La Universitat de Missouri li va concedir un doctorat honoris causa el 2016.
Viu a West Plains (Missouri), en plens Ozarks, i està casat amb la novel·lista Katie Estill.

## L'estil de Woodrell i elcountry noir
Woodrell va encunyar la definició country noir per als seus escrits el 1996, fart de ser definit com a "escriptor de misteri". Va considerar que el terme noir és massa específic, i requereix una tragèdia inevitable. Tot i això, la majoria d'històries de Woodrell acaben oferint als desafortunats una petita escletxa d'optimisme. «L'etiqueta noir és una mica limitadora, i gairebé ningú sap què significa», ha declarat. Ell prefereix la classificació de "realisme social" o "ficció criminal".
Tot i que la major part de la producció de Woodrell se situa a les Ozarks, la seva temàtica tendeix a la universalitat. William Boyle (un declarat admirador de Woodrell, i també escriptor de novel·la negra) ha afirmat: «Woodrell té el doble de tot. Llenguatge, trama, diàleg, sentit del lloc, energia, tensió... S'interessa per tota la humanitat a través de la lent del seu lloc».
Més tard el terme country noir s'ha continuat utilitzant tant per definir les obres d'aquest autor, com d'altres, inclosos alguns clàssics com Jim Thompson, o autors actuals com Larry Brown o Craig Johnson.
D'altra banda, Woodrell ha estat comparat a clàssics de la literatura nord-americana com William Faulkner, Mark Twain, Flannery O'Connor o Cormac McCarthy.

## Obra

### Novel·la
- Under the Bright Lights. 1986.
  - Edició en castellà: Bajo la dura luz. Sajalín Editores.
- Woe to Live On. 1987.
- Muscle for the Wing. 1988.
- The Ones You Do. 1992.
- Gives Us a Kiss: A Country Noir. 1996.
- Tomato Red. 1998.
- The Death of Sweet Mister. 2001.
  - Edició en castellà: La muerte del pequeño Shug. Alba Editorial.
- Winter's Bone. 2006.
  - Edició en castellà: Los huesos del invierno. Alba Editorial.
- The Maid's Version. 2013.

### Llibres de relats
- The Outlaw Album. 2011.

## Cinema i televisió
- Cabalga con el diablo. 1999. USA. Ride With the Devil. Dirigida per Ang Lee. Protagonitzada per Tobey Maguire i Skeet Ulrich. Basada en la novel·la Woe to Live On.
- Winter's Bone. 2010. USA. Dirigida per Debra Granik. Protagonitzada per Jennifer Lawrence i John Hawkes. Basada en la novel·la de mateix títol.
- Tomato Red. 2017. Irlanda. Dirigida per Juanita Wilson. Protagonitzada per Julia Garner i Jake Weary. Basada en la novel·la de mateix títol.

## Premis
- PEN USA Award de Ficció 1999 per "Tomato Red".
- Finalista de l'Edgar Award 2008 en la categoría de Millor Relat per "Uncle".